# Historia de la sal

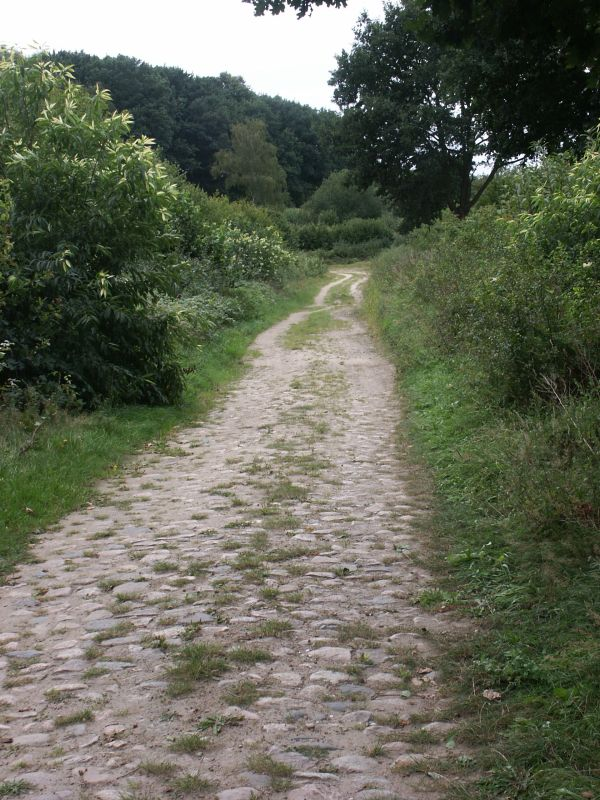
Este camino denominado Alte Salzstraße (vieja ruta de la sal) en el norte de Alemania es un ejemplo de la importancia que tuvo el transporte de este preciado condimento en la mayoría de las culturas.

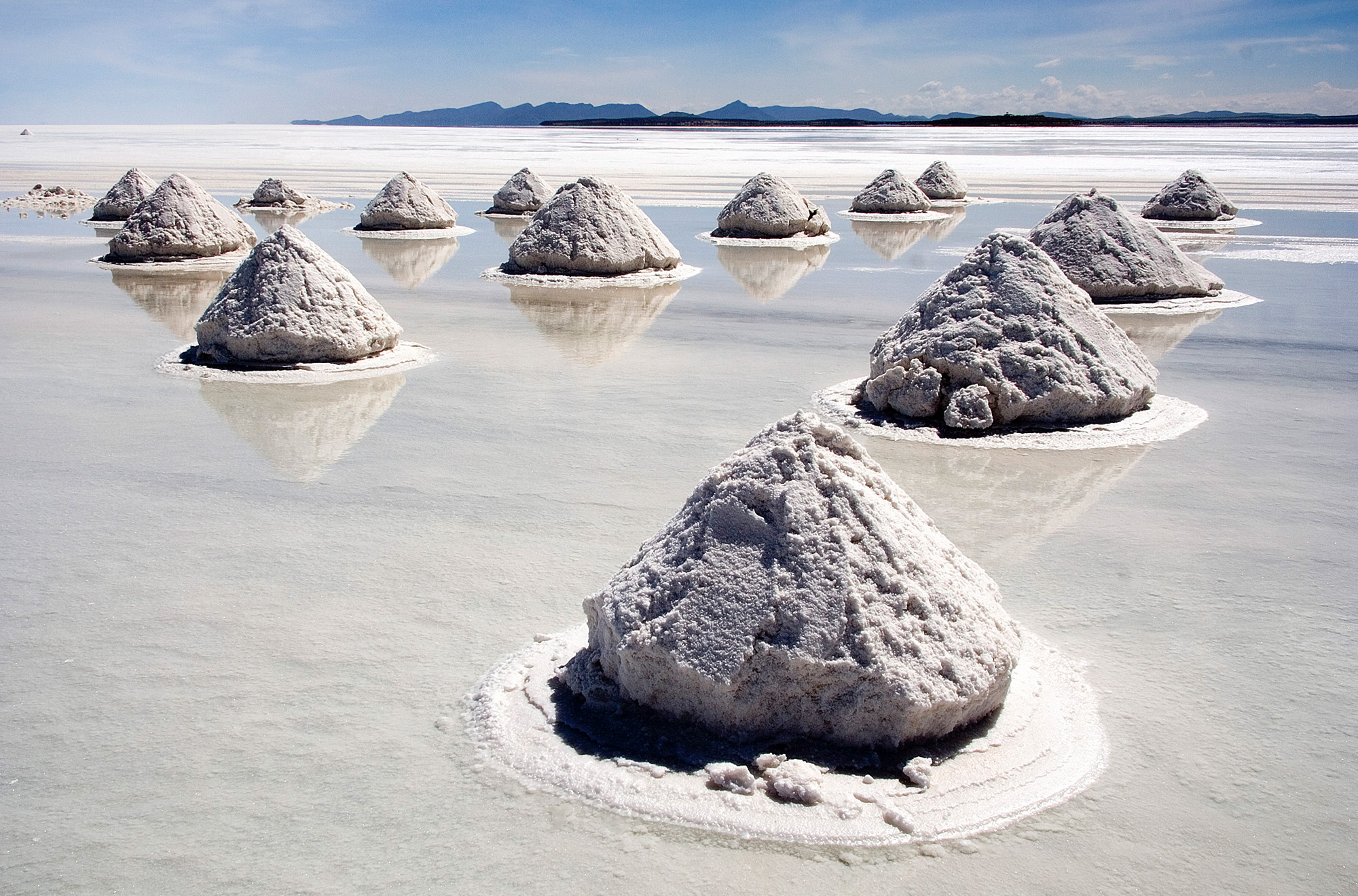
Pilas de sal en el Salar de Uyuni, Bolivia, el yacimiento de sal más grande del mundo. La sal es la única roca mineral comestible por el ser humano.

La historia de la sal trata del uso y comercio que se le ha dado durante siglos a la única «roca» comestible por el ser humano. Su uso está generalizado en todas las gastronomías del mundo, bien sea como condimento, bien como conservante específico de algunos alimentos, como es el caso de las salazones de carne y pescado.
Ha sido la causante de grandes repercusiones económicas y crisis en la civilización.
Su historia está muy unida a las transacciones económicas de la historia de la humanidad, actividad que ha dejado nombres como salario, o de vías tales como la prehistórica Route du Sel (en Francia), la Vía Salaria (en la antigua Roma), la localidad Salinas de Léniz en España. Además se le han atribuido simbolismos como la fertilidad.
La sal afecta al sentido del gusto debido a que el organismo humano tiene sensores especializados en la lengua capaces de detectar específicamente el sabor salado de los alimentos. Su uso culinario es normalmente el de reforzador de los sabores de los diversos alimentos. La sal se ha extraído principalmente de la evaporación del agua marina y de la extracción minera de rocas con cloruro sódico (halita).
Hoy en día la sal es un ingrediente más común en la comida. La cantidad diaria de su ingesta se controla y se vigila desde comienzos del siglo XX en la población mundial de hipertensos, y en algunos lugares del mundo es parte de los alimentos funcionales y se sirve yodada para evitar la aparición del bocio (hipotiroidismo).
La gran importancia económica que se le dio a la sal en el pasado ya no es la misma que se le da en el presente desde finales del siglo XIX, en parte debido a la aparición de diversos medios alternativos y muy efectivos de conservación de los alimentos dentro de la industria alimentaria moderna, así como una gran mejora técnica de los modernos métodos de extracción y elaboración de la sal. Estos efectos combinados hacen que la demanda mundial de la sal haya decrecido; no obstante, es ya un ingrediente muy común, siendo un elemento imprescindible en cualquier cocina.

## Comienzos
No se tienen detalles científicos claros acerca de la primera vez que se empleó la sal, ya sea como ingrediente en las comidas o como conservante. Es muy cierto que algunos animales de forma instintiva lamen ciertas piedras con sabor salado y que esta operación les proporciona placer.
Es muy probable que el humano primitivo tuviera esa necesidad de lamer ciertas rocas con el objeto de obtener el sabor salino, o que quizás comprobara que los alimentos rodeados de sal se conservaban durante más tiempo.
Lo cierto es que los usos de la sal por parte de los humanos se remontan a tiempos muy lejanos y que todas las culturas de la tierra han considerado la sal como un objeto valioso digno de transacciones comerciales.
Existen yacimientos en Europa Central que permiten afirmar por lo menos el uso de la sal ya en la Edad del Hierro (un caso es la cultura de Hallstatt). Es muy posible que los primeros usos de la sal provinieran de cocinar con el agua de mar y de la sal como sustancia no disuelta, de su extracción en forma de mineral denominado halita.
En el Neolítico se establecen en Europa ciertas rutas comerciales que conectan diversas poblaciones distantes debido a la trashumancia. Estos caminos se encargaban de ofrecer un medio para el transporte de mercancías con el objeto de comerciar entre diversos pueblos. Algunas de estas rutas se convertirían posteriormente en caminos especializados de transporte de sal como es la Alte Salzstraße (de cien kilómetros de largo) en Alemania, que conectaba las minas de sal de Lüneburg con Lübeck. Estas rutas, que transportaban diversas mercancías, pronto cobraron protagonismo convirtiéndose en rutas de la sal en la época romana por las que transportaba la sal de centros de producción a lugares donde era necesaria. Ejemplos de este tipo de rutas se encuentran en Liguria y en Francia, en Salies-de-Béarn («Lou cami salié»).

### Comienzos en Asia
En Asia se proporciona por primera vez la descripción documentada de forma escrita acerca de la extracción de sal (generalmente de minas de sal), así como de sus usos culinarios y de conservación, por lo menos en los años 2000 a. C. en la zona de Zhongba (China Central).
Existen evidencias de producción de sal en restos de cerámica empleada en la elaboración (briquetage) y su transporte. Los chinos fermentaron alimentos en sal desde la antigüedad, y sus usos culinarios se fueron propagando por toda Asia, haciendo de algunas de las salsas una de las características propias de la cocina asiática. A comienzos del siglo XXI, China es uno de los países de mayor capacidad de producción de sal mundial.

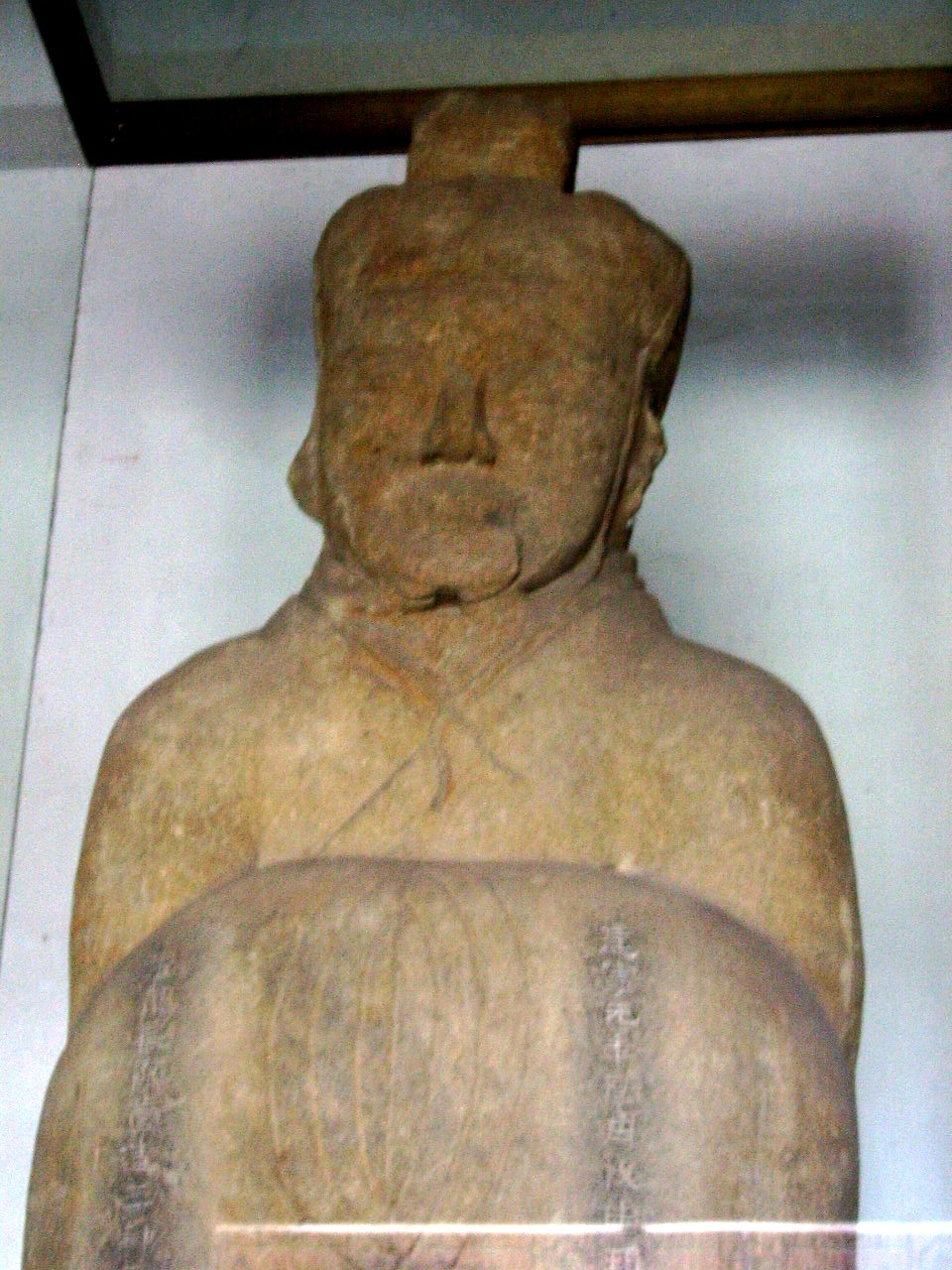
Estatua del ingeniero Li Bing, capaz de desarrollar la minería de sal en China durante el siglo III a. C.

El uso de la sal como alimento comienza a estar perfectamente documentado en la época del emperador chino Huangdi y se remonta al 2670 a. C. Una de las primeras salinas verificadas para su uso en la alimentación humana se encuentra en el norte de la provincia de Shanxi, en un lugar lleno de montañas y lagos salados. Es muy posible que el sol veraniego evaporara el agua de los lagos y la población se dedicara a recolectar los cristales de sal que afloraban en la superficie del mismo. Las primeras extracciones de sal mediante procesos elaborados (uso de maquinaria hidráulica) se remontan a la época de la Dinastía Xia alrededor de los 800 a. C.. Durante esa época las aguas marinas se introducían en recipientes de barro expuestos al fuego de hogueras de leña hasta que se obtenían los cristales salinos por la evaporación de las salmueras. Aparece en esta época en China el primer uso de la sal en el área de la alimentación: la salsa de soja, elaborada con granos de soja fermentada elaboradas con sal (denominada shoyu o jiangyou - 酱油). También empiezan a prepararse salsas de pescado fermentado (que mil años después se emplearán en forma de garo en el Mediterráneo). El proceso de fermentación de la soja fue llevado a cabo en China cerca del 700 a. C., por unos monjes budistas procedentes de Japón. El éxito de esta salsa y su popularización hicieron que pronto se empezaran a fermentar a lo largo de China otros tipos de verduras bajo procesos muy similares al empleado en la soja; un ejemplo se puede ver en la ciudad denominada Zigong (la ciudad de la sal), donde se prepara el paocai (elaborado con fermentación en sal de la col china) y el zhacai (fermentación de la raíz de la mostaza). Otros usos antiguos de la sal en China resuelven el transporte de algunos alimentos perecederos como puede ser el del pescado o los huevos, transformándolos para su conservación (huevos en salazón o los muy tradicionales huevos centenarios), de forma que se facilita el comercio al poder transportarlos a zonas de interior del territorio chino.
Durante el siglo III a. C. en la provincia de Sichuan hubo un hombre llamado Li Bing que fue administrador e ingeniero durante el periodo de los Reinos Combatientes. Li Bing fue capaz de elaborar un sistema de extracción de lodos salinos procedentes de pozos que llegaron a alcanzar hasta los cien metros de profundidad. Estos lodos iban a parar, mediante sistemas de bombeo elaborados con bambúes, a lugares donde se hervían en ollas metálicas hasta lograr mediante evaporación y posterior precipitación unos cristales salinos irregulares. El proceso de calentamiento en las ollas hirvientes se hacía mediante el calor, procedente de la combustión del gas natural, que era extraído mediante canalizaciones de los mismos pozos salinos que extraían la sal. Las minas tenían una compleja configuración de canalizaciones de bombeo y de gas. La sal extraída por las labores de minería de estos pozos proporcionó en aquella época una fuente de ingresos muy importante al estado.
Los textos encontrados de esa época mencionan el impuesto de la sal, gravado en cada una de las compras que realizaban las personas de aquella época. El primer texto que menciona estas prácticas impositivas sobre el comercio de la sal es el Guanzi. Estas prácticas generaron un monopolio de la sal que duró casi trescientos años. Con las recaudaciones de la sal se pudo financiar gran parte de la construcción de la Gran Muralla China.
La sal durante ese periodo era considerada como un alimento de lujo y no era raro que en un banquete de la clase acomodada se ostentase la sal pura en recipientes especiales (posiblemente fuese la primera aparición de los antiguos saleros) sobre la parte central de las mesas de los comensales. Los mongoles emplean la sal desde tiempos inmemoriales, poseen en su área innumerables lagos de gran salinidad lo que permite abastecer sus ganados y a su gente con suficiente cantidad de sal, es tradicional por esa zona un té salado elaborado con rocas salinas molidas.

#### Sudeste asiático y la India
El empleo de las salsas de pescado fermentado gracias al uso de la sal se fue expandiendo desde China y se hizo muy popular a lo largo de las diferentes cocinas de Asia; de esta forma se tiene en Tailandia el nam pla, en las Filipinas el bagoong y en Vietnam el Nước chấm (empleado en las celebraciones navideñas). Otras salsas similares en su elaboración y que se expandieron en esta zona asiática son la pasta de gambas, que es elaborada de forma similar a la salsa de pescado. Cuando los franceses llegaron a las tierras vietnamitas de Cochinchina para colonizar sus tierras en el siglo XIX, al ver que los vietnamitas comían el nước chấm llegaron a decir que comían pescado podrido, olvidando así el legado histórico del garo romano en las costas mediterráneas.
La cocina japonesa no es pródiga en el uso de la sal (denominado shio (塩?)) debido a la dificultad de su extracción en esas latitudes. A pesar de ello se emplea en algunas preparaciones como en el tempura, así como en el yakitori. Además participa en la elaboración de algunos encurtidos tradicionales y su uso se ha combinado con el empleo del glutamato monosódico (extraído de algas). El shioyaki, una forma de cocinar el pescado, emplea una gran cantidad de sal. De esta forma el uso de la sal en Japón siempre ha sido satisfecho con la producción interior. El clima de Japón es muy húmedo y es por esta razón por la que la evaporación del agua marina se hacía inicialmente con fuego.Desde el periodo Nara (siglo VIII) hasta la década de 1960 se utilizó en las costas del mar interior entre las islas de Shikoku y Honshu un sistema de obtención de sal en el que se dispersaba reiteradamente agua de mar sobre grandes superficies de arena fina, que se removía  con rastrillos para que se secara la capa superficial y la arena quedara impregnada de sal. Cuando suficiente, se recogía, se colocaba en un depósito y la sal se lixiviaba con agua de mar, procurando obtener una salmuera lo más concentrada posible. La sal se recuperaba finalmente por evaporación de la salmuera mediante fuego. En la forma tradicional, el agua se recogía en el mar mediante cubos de madera emparejados en una pértiga, para llevarla hasta los depósitos desde los que se distribuía también a mano. Este sistema de obtención de sal ha dejado una huella significativa en el folklore y en el arte japonés. La extracción mediante minas no es posible debido a la poca actividad minera que hay en las islas.
La India posee depósitos de sal roca en el Panyab; no obstante, la cocina india ha preferido el uso de sal evaporada por el sol (denominada kartach) antes que por otros medios. Hoy en día es frecuente el empleo de una sal negra de tonalidades ligeramente sulfurosas que es característica de la región. Existen algunas zonas salinas tradicionales en la India, como por ejemplo el estado de Orissa. En algunos lugares de este estado existen unos yacimientos de sal denominados khalaris que producen una sal de gran calidad. Cuando los ingleses llegaron a la India (convirtiéndola posteriormente en una colonia británica en el siglo XIX), se hicieron con el mercado de la sal procedente de Orissa, convirtiéndola en un monopolio británico. Pronto se convirtió la sal en un símbolo de poderío económico británico sobre la India hasta que en 1930 Gandhi hiciera la famosa protesta que se denominó la Marcha de la sal, reclamando la anulación de los impuestos sobre esta y que conllevaría años después la caída del colonialismo británico en la India.

### Comienzos en Occidente

#### Antiguo Egipto

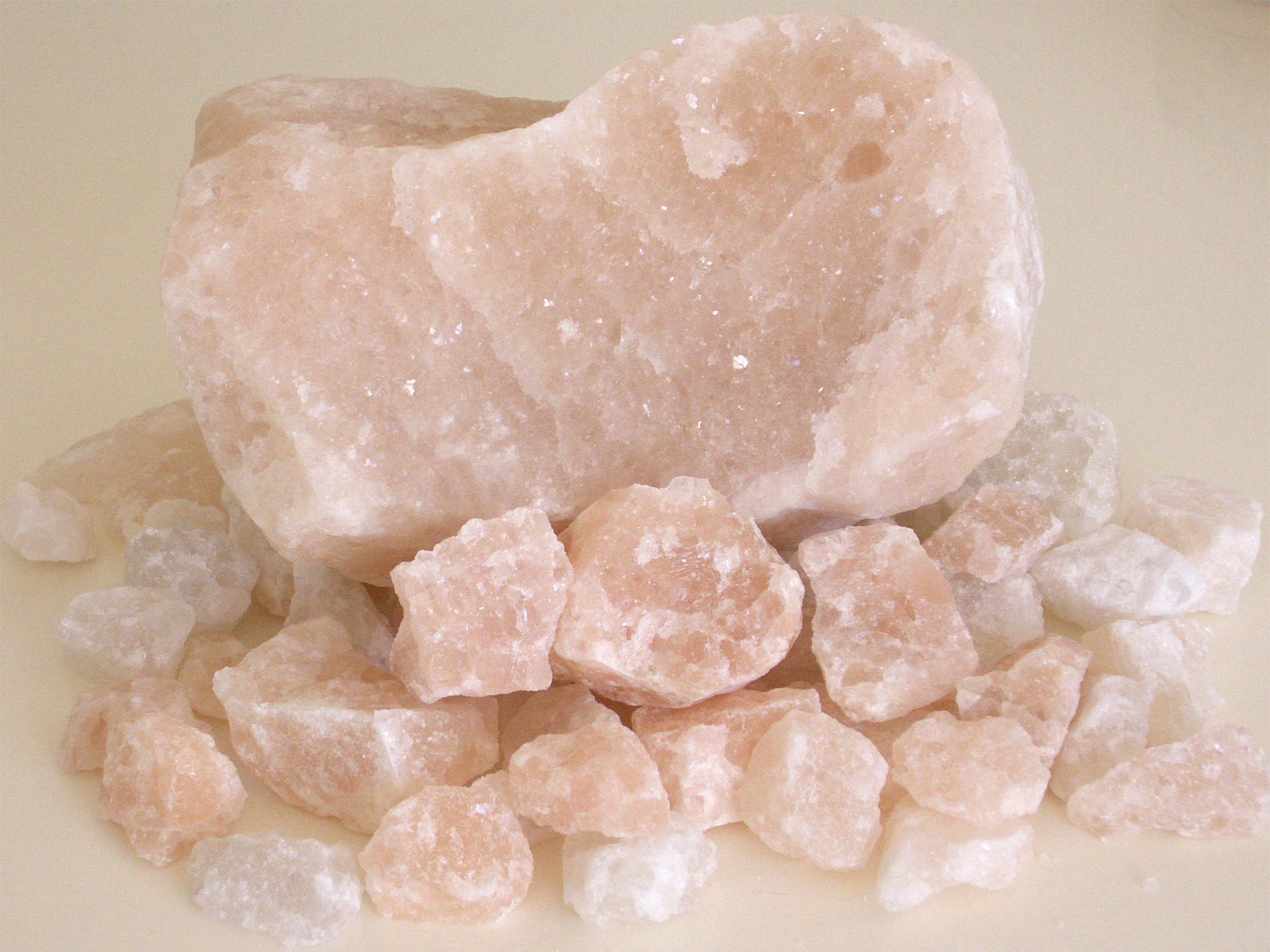
Trozos de cristal rosado de sal procedentes de Mongolia.

Se han encontrado momias preservadas con las arenas salinas de los desiertos de Egipto (mezcla de sal y natrón); algunas de ellas datan de 3000 a. C., lo que muestra un cierto conocimiento acerca de las propiedades preservadoras de la sal en la época de los faraones.
No obstante, algunos autores mencionan que el uso exclusivo de sal era considerado una adulteración de los procesos normales de momificación y que se empleaba más como una sustancia desecante durante las primeras etapas. Los usos que se hacían en el Antiguo Egipto incluían además los culinarios y los ritos funerarios. Es conocido que entre las artes culinarias del Antiguo Egipto se encontraba la elaboración de una salsa denominada oxalme (mezcla de sal y de vinagre), que posteriormente fue empleada por los romanos. También formaba parte de la elaboración de una bebida denominada Shedeh.
Fue en el antiguo Egipto donde se sabe que se empezó a curar la carne en sal, elaborando las primeras salazones. Se cree que fue de las primeras culturas en salar jamón y pescados procedentes del Nilo, creando los orígenes del plato denominado bottarga, muy típico en la cocina mediterránea. Uno de los primeros usos culinarios pudo haber sido la maceración en salmuera del fruto del olivo: las aceitunas. Plinio el Viejo en su Historia Natural describe detalles de cómo el rey Ptolomeo II descubre la sal en algunos desiertos cercanos a Pelusio.
Algunas sales egipcias provenían también de las salinas solares ubicadas en las cercanías del delta del Nilo, pero también del comercio entre los puertos de las primeras culturas mediterráneas, principalmente de Libia y Etiopía. Se sabe que poseían numerosas variedades que denominaban «sal del norte» y «sal roja» de los lagos cercanos a Menfis. Los egipcios eran expertos en la exportación de alimentos crudos, tales como lentejas y trigo. Debido al uso de técnicas de preservación de alimentos, los egipcios aumentaron el número de posibles alimentos a exportar, con el consiguiente beneficio para los mercaderes. Esta fue la razón por la que aparecieron los primeros exportadores de pescado en salazón de la antigüedad. Los egipcios, debido al uso intensivo de salazones se hicieron también importadores de sal, obteniendo con este comercio un gran beneficio económico.
Hoy día algunas rutas de transporte de sal se mantienen todavía en funcionamiento y es posible ver caravanas de transporte de sal a lo largo de ellas, como puede ser el Azalai (que significa caravanas de sal). En este camino establecido a través del Sáhara, los tuaregs transportan en camellos una gran cantidad de sal a diversas ciudades del Mediterráneo y del norte de África. En el año 1960 se llegaron a transportar cerca de 15 000 toneladas a través de este camino.

#### Imperio romano

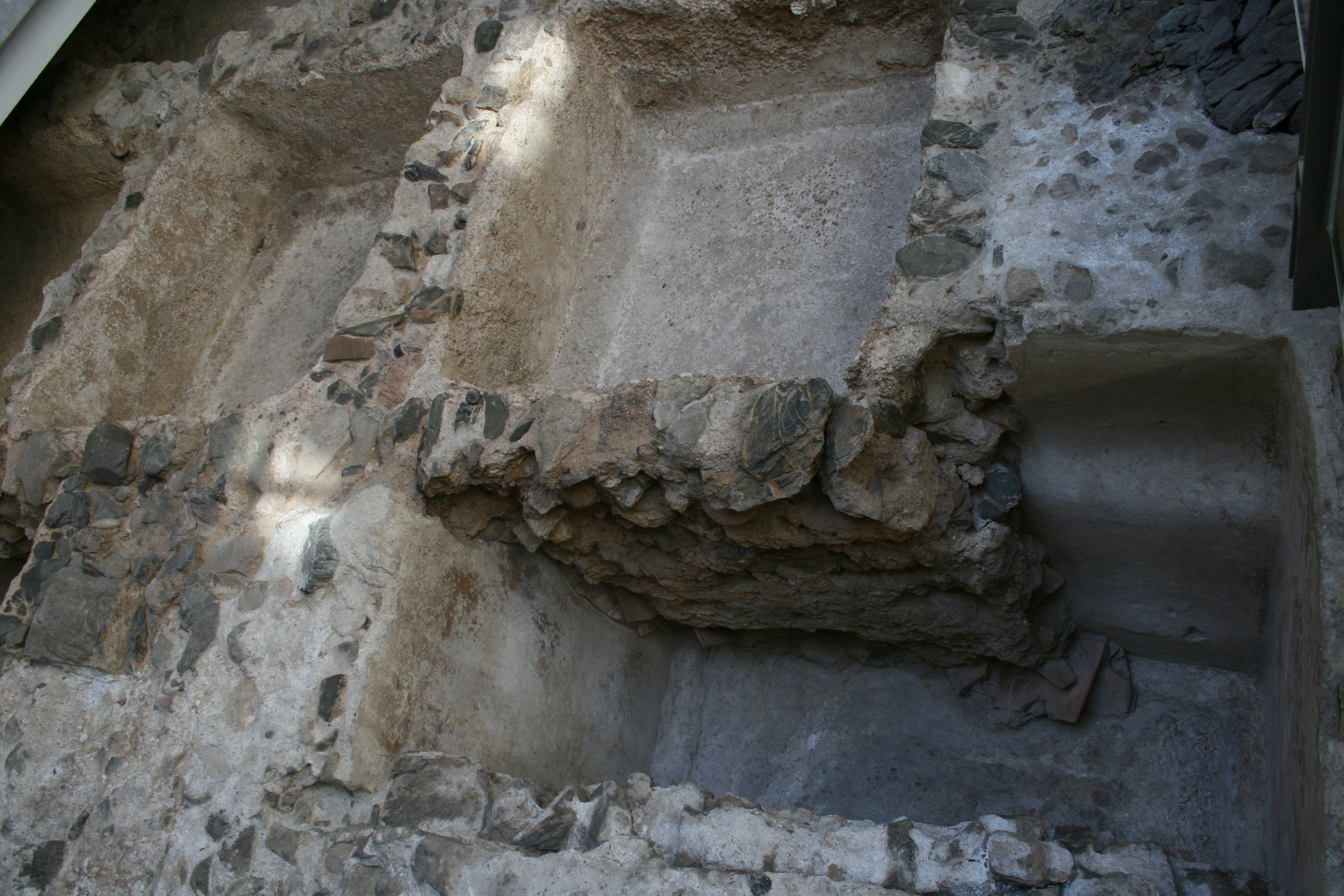
Una de las factorías de garo (salsa muy popular elaborada con gran cantidad de sal) del Imperio romano en Málaga.

En Europa se conocen explotaciones de sal muy antiguas. Probablemente el primer yacimiento explotado sea el de Cardona, en la provincia de Barcelona, datado en el Neolítico. Son también muy antiguas las extracciones procedentes de las minas de Hallein (que significa salina) ubicadas en las inmediaciones de Salzburgo (que significa ciudad de la sal), que son de las primeras aportaciones europeas al comercio de la sal.
Una de las culturas anteriores a la época de los romanos que fue adquiriendo el conocimiento de la aplicación culinaria y preservativa de la sal fueron los celtas, quienes empleaban las salazones en la curación de las carnes. Cuando los celtas fueron cediendo a los avances del Imperio romano, el conocimiento sobre estas técnicas fue traspasándose poco a poco. Durante los primeros momentos del Imperio romano los patricios insistían en que cada hombre tenía derecho a poseer una porción de la «sal común» (el concepto de sal común proviene de esa época). 

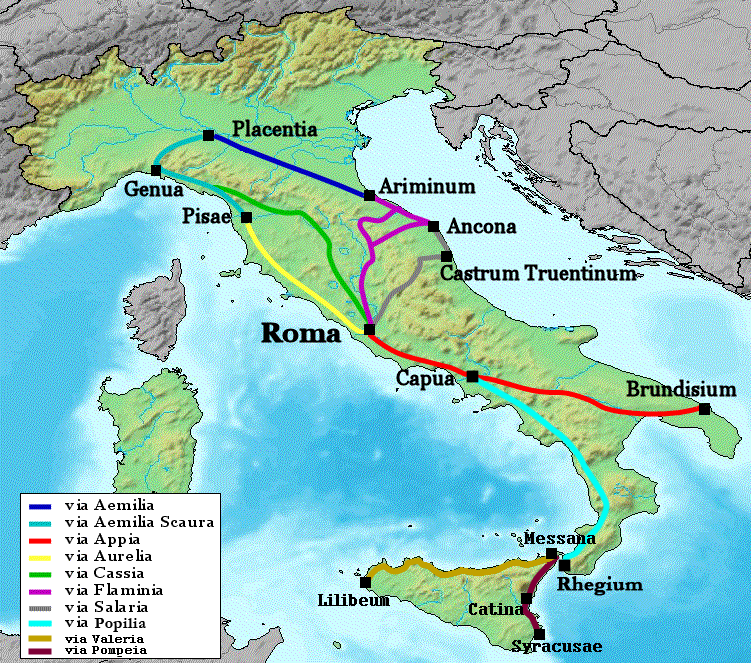
Trayecto de la Vía Salaria (en gris).

El gobierno romano no hizo un monopolio del comercio de la sal, al contrario que en China durante la misma época. La importancia que poseía para el Imperio romano se puede notar en el hecho de que la mayoría de las ciudades romanas se construían y se desarrollaban junto a una salina.
Pronto se construyeron infraestructuras para el transporte y el comercio a lo largo de toda Europa. Algunas de las vías más importantes que conectaban centros de comercio se denominaban con topónimos que sugieren hoy en día una pasada actividad relacionada con la elaboración y comercio con la sal, como la Vía Salaria. Se requería sal en aquellos momentos para los legionarios, los caballos, la intendencia militar, etc., por lo que los emperadores romanos se ocuparon de que fuera barata y accesible para todo el mundo, fijando un precio de un denario los 20 kg, igual al del trigo. Aunque los legionarios romanos recibían sal y otros alimentos como parte de sus raciones, su paga (stipendium) se abonaba en dinero.
Los romanos comerciaron con la sal a través del Mediterráneo gracias al uso que dieron además a puertos marítimos, como los ubicados en: Ostia, Éfeso en el puerto Panormo, Phalasarna y Aquilea.
Para los romanos era costumbre poner sal en los platos que poseían un contenido alto en verduras; de esta forma se creía que se aplacaba el sabor ácido de algunas variedades; este es el origen del nombre ensalada. Por ejemplo, Catón «el Censor» en su libro De Agricultura, sugiere que la col debe comerse con abundante sal. La sal se añadía al vino formando una bebida especiada denominada defrutum. El consumo era tan alto que Plinio calculaba que un romano medio ingería la cantidad de veinticinco gramos de sal al día, mencionando que en los mercados romanos los alimentos se vendían a veces ya salados (al «gusto romano»). Aprendieron los romanos de los celtas a poner en salazón el jamón y otros productos del cerdo. De acuerdo con el geógrafo y viajante Estrabón el jamón más apreciado en el Imperio romano provenía de los bosques cercanos a Borgoña, tiempo atrás territorio celta. Los romanos importaron jamón de otras zonas que anteriormente fueron celtas como puede ser Westfalia en Alemania. En algunas zonas como en Hispania se salaban perniles con asiduidad, empleando las razas autóctonas de cerdo ibérico. Los romanos usaban también la sal para arrasar los campos en términos de venganza y así evitar que se pudiera volver a cultivar en ellas de nuevo.
Otro de los productos vegetales empleados en la salazón fueron las olivas. Los patricios comían las olivas al comienzo de una comida como aperitivo, a pesar de que para el vulgo era un alimento más. Los romanos denominaban salsamentum a los alimentos que contenían una cierta cantidad de sal. Entre los refinamientos culinarios se encontraba el garo, que consistía en una salsa de pescado sometida a una fermentación láctica debido al uso de abundante sal, siendo uno de los mejores garos el denominado sarda (elaborado con bonito). El garo y algunas de sus variantes denominadas liquamen se empleaban a veces en lugar de la sal. En esta época las factorías de esta salsa se extendían por toda la costa del Mediterráneo. Además formaba parte de otras cuatro salsas saladas: el moretum, el liquamen, allec y la muria. La forma exacta de su elaboración, así como los ingredientes, se ha perdido durante la historia y poco se sabe de ellas, salvo por algunos registros escritos (uno de ellos obra de Apicio en su De re coquinaria). Por regla general, las salinas se ubicaban durante la época del Imperio romano cerca de los centros de captura de peces.
Los romanos encontraron no obstante fuentes de sal en el interior de Europa; en concreto en las minas de Germania Superior, muchas de las cuales fueron cerradas o destruidas posteriormente durante la caída del Imperio romano. En algunos casos los Monasterios cercanos fueron capaces de reabrirlas y ponerlas en producción durante el periodo posterior de la Edad Media. Esto ocurrió así en la zona alpina de Baviera, así como en Austria. Como ejemplo de su avance al norte y de la importancia que tenía para ellos la producción de sal, se puede comprobar cómo a su llegada a la Britania se dedican a construir salinas en Nantwich para abastecer a las ciudades-fortaleza legionarias de Deva Victrix y de Stoke-on-Trent.
Muchas de las ciudades de Britania con la terminación actual wich significan en idioma anglosajón: lugar donde se hace la sal (otra acepción del término menciona que proviene de wic que significa fortificación). Una de las ciudades emblema de la sal británica fue Cheshire, desde la época romana hasta bien llegado el siglo XIX en plena revolución industrial.

#### Edad Media europea
La caída del Imperio romano dejó por las costas del Mediterráneo numerosas salinas capaces de proporcionar abundante sal, siendo además esta de gran calidad. Dos de las ciudades más importantes que tomaron el mercado de la sal fueron primero Venecia y posteriormente Génova. El mercado de Venecia fue creciendo hasta el siglo XIII. La forma actual de evaporar lentamente el agua marina en sucesivos estanques mediante la simple acción de los rayos solares y del viento pudo haber encontrado su auge durante el siglo VI; esta forma de actuar aumentó la producción y pronto se empezó a comercializar en grandes cantidades entre algunos puertos.
Algunas ciudades se hicieron famosas por la elaboración artesanal de productos alimenticios en cuya elaboración es necesaria la sal, tales como el jamón (el Prosciutto di Parma en la ciudad de Parma, el jamón serrano en España o el jambon de Bayonne en Bayona), el queso (la diferencia entre queso fresco y queso curado es la cantidad de sal), embutidos tales como el salami (la palabra salami proviene en latín de salado) y el Sauerkraut de Alsacia.
El gran centro de sal de Reichenhall en Baviera fue destruido completamente por Atila el Huno, aunque posteriormente en la Edad Media, fue recobrando fuerza hasta lograr ser un rival de la gran zona minera de Berchtesgaden. La sal fue un importante elemento de dominio en esta región de Europa hasta el año 1600.
En Hungría los ingresos por la sal eran un privilegio exclusivo del monarca ya desde los comienzos del reino bajo San Esteban I de Hungría (997-1038). Cuando los ejércitos reales húngaros marchan contra Ajtony, uno de  los líderes húngaros regionales, el rey lo hizo según una de las crónicas, porque este no era perfecto en la religión cristiana, no obedecía el poder real central y había ocupado las minas de sal de San Esteban. Los dos principales centros de almacenamiento se hallaban en las actuales ciudades de Szeged y Szolnok, hasta donde se llevaba la sal recolectada por vía fluvial desde la región húngara de Maros en Transilvania, actualmente ubicada en Rumania. Durante la Edad Media según las fuentes, muchos griegos, turcos y personas navegaban con frecuencia por el río Tisza y se llevaban a sus tierras la sal comprada a los húngaros.
Debido a la oposición de los ciudadanos a los impuestos que gravaban el condimento, en algunas partes de la Toscana llevan elaborando pan sin sal (pane sciocco) desde casi el año 1100 hasta nuestros días.
En la España medieval, los reinos cristianos fueron grandes productores y consumidores de sal, tanto para elaborar derivados salados y curados del cerdo como para conservar el pescado y poder comercializarlo en el interior de la Península. En el reino de Castilla, Alfonso X estableció la propiedad real de las minas (incluyendo las de sal) y de las salinas, con el consiguiente monopolio en la venta, con un importante sobreprecio. En el reino de Aragón, las minas de Remolinos (Zaragoza) y las salinas de Arcos (Teruel) eran de propiedad real, pero el resto estaban en manos de la iglesia o de particulares. En algunos momentos, se estableció un monopolio en la venta, o el pago de un impuesto especial. Tras la victoria de Felipe V en la Guerra de Sucesión el monopolio real de la sal en Castilla se extendió  a toda España, expropiando las salinas aragonesas en manos de particulares, y destruyendo muchas de ellas.
Uno de los centros más importantes de producción de sal durante la Edad Media en la península ibérica fue Cardona, que abasteció de sal al puerto de Barcelona durante siglos y parte de cuya carga fue dirigida a diferentes partes de Europa, en especial al puerto de Génova. El mercado de Génova fue compitiendo poco a poco con el de Venecia. Los genoveses fueron pioneros en el desarrollo del seguro marítimo: poseían barcos más grandes y entre ellos algunos que hubieran sido capaces de cruzar el Atlántico. La rivalidad existente entre ambos puertos, entre otros motivos incitada por el mercado de la sal en Europa, trajo como consecuencia la guerra de Chioggia (1376-1381), que dio finalmente la hegemonía a la ciudad de Venecia en el mercado salino. En el siglo XIV, el reino de Bohemia (en concreto la zona de Silesia), para romper definitivamente la dependencia que tenía de la sal proveniente de Polonia, hace que el rey Fernando I en el año 1563 apoye la creación de un nuevo poblado con el objetivo de convertirlo en una ciudad capaz de mercar con la sal, al primer asentamiento lo denomina Zum Neuen Saltze y que en la actualidad es la ciudad de Nowa Sól (denominada en alemán como Neusalz an der Oder).
Las naciones del norte de Europa empezaron a comerciar con la sal debido a la necesidad de preservar sus alimentos basados en pescado. Una de estas fue Irlanda, comercializando su producción con el puerto de Le Croisic. En algunos casos, la sal obtenida era empleada para salar alimentos tan perecederos como la mantequilla y evitar de esta forma que no se pusiese rancia. Algunos productos culinarios actuales, como puede ser el corned beef (carne de vaca curada en sal), existen gracias a la necesidad de preservar los alimentos. La salazón del pescado pronto se convertiría en un conocimiento que ayudaba a las tripulaciones de los barcos marineros a viajar lejos. Ese conocimiento dio paso a la época de colonialismo europeo, al hacerse posible viajar lejos con alimentos en buen estado de conservación.

## Renacimiento

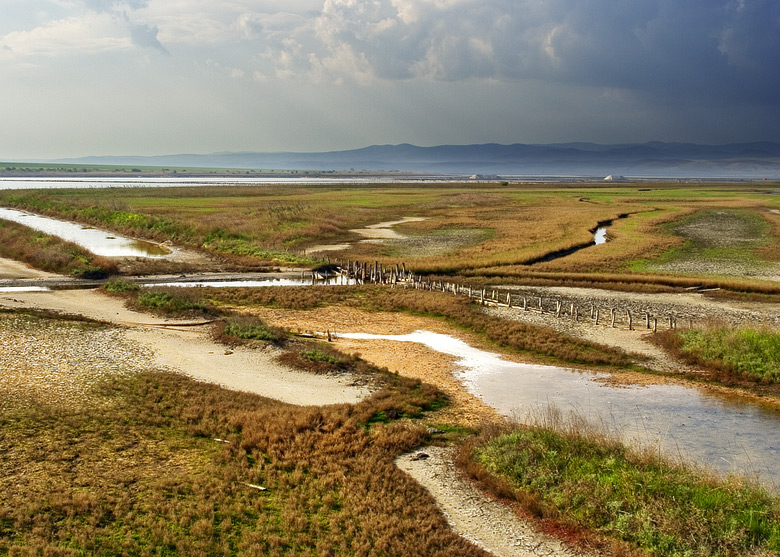
Minas salinas en el lago Atanasovsko en el mar Negro, cerca de Bulgaria.

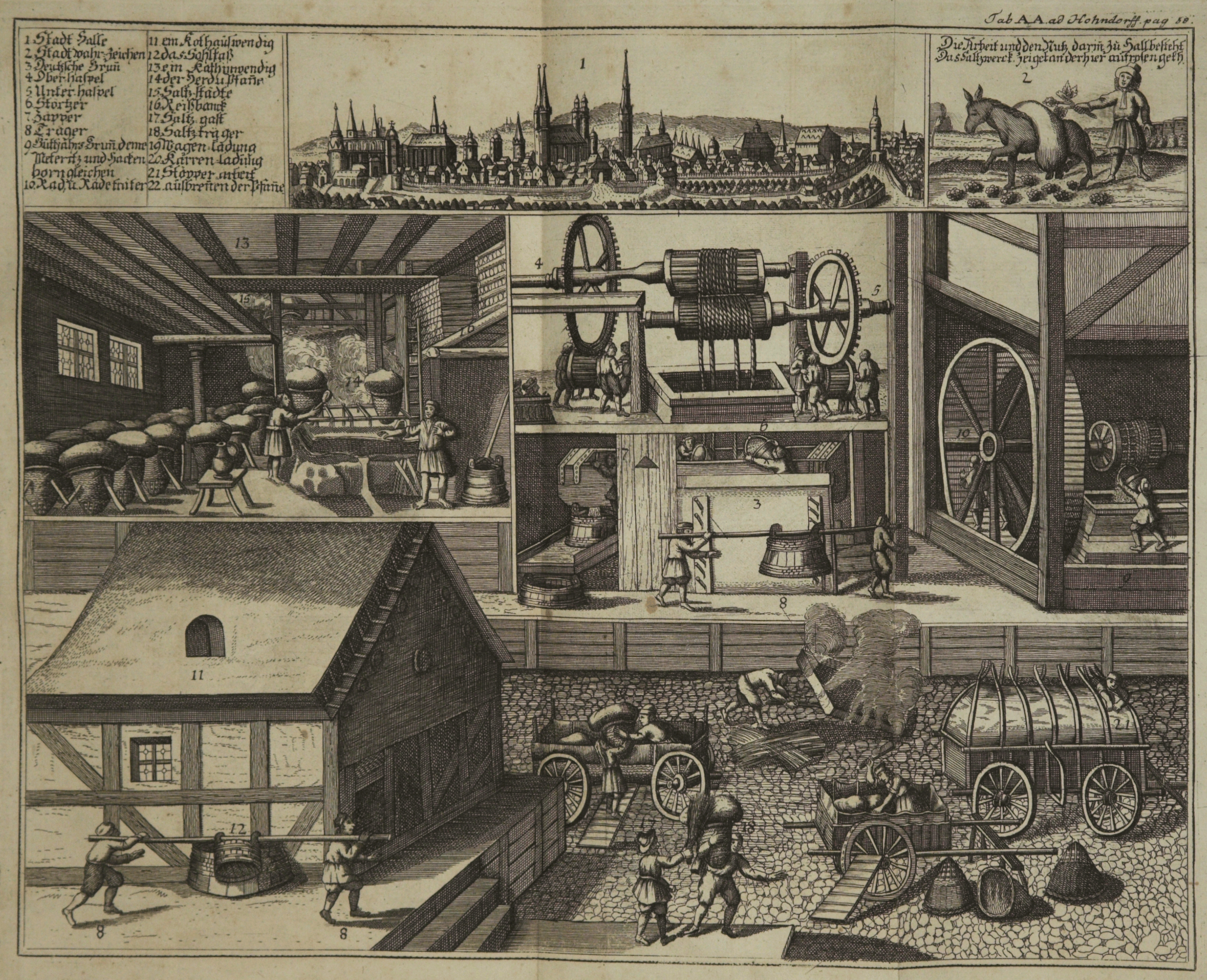
Salinas en Hondorff.

Algunos escultores como Benvenuto Cellini se hacen populares a comienzos del siglo XVI por el diseño de saleros tallados en oro con abundantes alusiones a Neptuno, rey de los mares. Mucha de la sal procedente de Centroeuropa estaba en manos de los Habsburgo, que controlaban la mayoría de las minas y con ello establecieron un monopolio de la sal. Algunas minas se hicieron muy populares por la producción que abastecía zonas pobres en sal como el caso de Polonia en las minas de la montaña de Wieliczka (cerca de Bohemia). En Alsacia se hace popular la salazón de la col en el caso del Sauerkraut y su costumbre se extiende hasta Polonia (donde el bigos se come con Sauerkraut), llegando hasta Rusia. En Lituania existe una deidad que protege y promueve el encurtido con sal de las verduras; a dicha deidad la denominan roguszys.
En el siglo XVII en Inglaterra se hizo muy popular el consumo de anchoas en salazón machacadas y elaboradas en una especie de salsa empleada como condimento. El uso de anchoas en salazón era muy popular ya anteriormente en el continente europeo. Esta salsa fue conocida posteriormente como kétchup, katchup, o cátchup.
El ketchup deriva su nombre de las salsas de pescado y soja denominadas kecap ikan. El nombre de otras salsas indonesias posee la palabra kecap (pronunciado en indonesio como ketchup). Esta salsa fue empleada por la culinaria inglesa del siglo XVII y posterior del mismo modo que se usaba en el Mediterráneo el ya extinto garo. El kétchup inglés se convirtió en ketchup de tomate en Estados Unidos, cuando le añadieron salsa de tomate (tomato ketchup), y poco a poco dejó de ser un producto de sabor salado hasta convertirse hoy en día en todo lo contrario: una salsa casi-dulce.
El impuesto sobre la sal en Francia denominado la gabelle en el Antiguo Régimen, fue establecido como un sistema general en 1342, y causó motines y rebeliones por todo el país. Una de las características más agobiantes de este impuesto en el siglo XVIII era la enorme diferencia en su aplicación entre diferentes regiones. Mientras que en zonas como Bretaña el comercio de sal era libre y sin impuestos, en otras, como la región de París, cada francés mayor de 8 años debía adquirir obligatoriamente cada año una cantidad establecida sal a un precio fijo previamente estipulado por el Rey, que era alrededor de veinte veces el que se pagaba en Bretaña. A esta obligación se la denominaba sel du devoir. Dado que estas dos regiones eran limítrofes, el contrabando entre ellas fue muy intenso, aunque las penas para los contrabandistas eran extremadamente severas, incluso la pena de muerte.  De aquella época datan en Francia las salinas Reales de Arc-et-Senans. En 1790 la Asamblea Nacional declaró al impuesto de sal como algo «odioso» anulando su aplicación. Años después, Napoleón Bonaparte estableció de nuevo la gabelle.
Se empiezan a escribir estudios sobre la sal en diversas partes del mundo; en España el humanista Bernardino Gómez Miedes escribe en el año 1579 un tratado en tres volúmenes denominado Comentarios acerca de la sal.
En él, en forma de discurso entre diversos personajes ficticios como Quintana (un ávido consumidor de sal) y Metrófilo (opuesto al consumo de sal), se muestran al lector las dudas y opiniones renacentistas sobre el consumo de sal. En Europa algunos químicos como J.R. Glauber son capaces de elaborar sal altamente refinada, a la que denominan Sal mirabilis o Mirabili, sal que llegó a vender debido a su fórmula secreta obteniendo un gran beneficio de su venta.
En España, en Vizcaya, entre 1631 y 1634 se producen diversos motines en lo que se denomina la rebelión de la sal; esta machinada (revuelta) se origina por causa de un conflicto económico debido a la subida del precio de la sal almacenada en el Señorío de Vizcaya.

## Sal en América
La importancia de la sal en América se refleja en que muchas culturas indígenas poseen deidades en honor a la sal. Hay que resaltar que la historia de la sal en América es una historia llena de guerras por el control de su producción, incluso antes de que llegaran a las tierras los europeos colonizadores. Se debe saber que la llegada de colonos europeos a las costas de América no solo cambió el control del mercado de la sal sino que además incrementó su demanda para usos completamente industriales.

### América del Norte
En 1541, cuando el conquistador español Hernando de Soto viajaba por el Misisipi, ya se pudo dar cuenta de que a lo largo del río las tribus recolectaban la sal. Los ingleses, al llegar a Newfoundland en América del Norte, empezaron a pescar el bacalao y con ello cambió la demanda local de sal. Esto hizo que el almirantazgo inglés tuviera que inyectar sal en el mercado mediante la vía diplomática o por la guerra. En aquellas épocas Portugal tenía gran cantidad de sal y pescado, pero necesitaba protección de la flota francesa. De esta forma Portugal e Inglaterra formaron una alianza de protección a cambio de sal. Esta alianza hizo que Inglaterra tuviera acceso a las salinas de Cabo Verde. La marina inglesa, durante el siglo XVII, capturó durante diversas batallas navales la sal de los barcos españoles que rondaban por el área de la Isla La Tortuga (hoy en día parte de Venezuela). En 1684 las Bermudas fueron una colonia británica que poco a poco fue adquiriendo el mercado del pescado, lo que hizo que se necesitase sal para su conservación. En las Bermudas no se podía elaborar sal debido a su clima frío, lo que hizo que se buscase sal en las Bahamas (en el sur se denominan Salt Cay); estas islas pronto se convirtieron en centros de elaboración de sal para los barcos. Una de las islas más prominentes en su producción salina fue la Isla Gran Turca.
Se puede decir que las tres naciones que se disputaban el mercado de la sal en América del Norte durante el siglo XVII eran: los holandeses, los ingleses y los franceses. Los holandeses dieron permisos a los colonos para construir salinas en las inmediaciones de Nueva Ámsterdam. En la época de la revolución americana, algunos productos alimenticios como el jamón de Virginia (denominado en Estados Unidos como Country ham o incluso Virginia ham) se hicieron famosos.
Los colonos estadounidenses buscaron sus propios usos de la sal en la conservación de alimentos autóctonos, e hicieron esto debido en parte a los habituales cortes de suministro de sal que paraban la producción local de salazones. Cuando empezaron las contiendas de la independencia el bloqueo de sal fue uno de los primeros materiales vigilados entre las fronteras. La debacle del Bunker Hill hizo que se cortara definitivamente el suministro desde Europa. Se promovió que los colonos pudiesen elaborar su propia sal mediante la ebullición del agua marina. Uno de los centros de producción más importantes durante la fase de independencia americana fue Cape Cod.
Con el pasar de los años se descubrirían fuentes tan importantes de sal como el Gran Lago Salado, al cual debe su nombre Salt Lake City (que originariamente se denominó «Great Salt Lake City»), cercano está el salar de Bonneville (de una superficie de 412 km²) ubicado al noroeste de Utah.
El Tratado de Versalles del año 1783 no dejó cerrado el tema de la distribución de sal a las colonias. Gran parte de los centros de producción de sal eran leales a Gran Bretaña y esto quería decir algunos de los centros como la isla del Gran Turco y Caicos, además de Salt Cay y Cape Cod enviaban su producción a Europa en lugar a las nuevas colonias. Esto hizo que muchas partes de Estados Unidos empezaran a producir sal en grandes cantidades, para de esta forma poder satisfacer la creciente demanda interior. La Batalla de Nueva Orleans dio la preponderancia a los colonos frente a los británicos, lo que hizo que el mercado de la sal estuviera por primera vez en manos de los locales. En 1817 se empezó la construcción del canal Erie gracias al dinero recaudado en los impuestos que gravaban la sal: el canal abrió una importante vía de comunicación en la zona cercana a Nueva York. Ya en 1860 Los Estados Unidos eran mayores consumidores de sal per cápita que los europeos.

### América Central y del Sur
Los aztecas, en la ceremonia de Vixtociatl, tomaban a una mujer que hubiese trabajado en las salinas para que representase a la deidad en una especie de danza. Los aztecas controlaron las rutas de la sal con tropas militares.
Los incas fueron también productores de sal, que procedía de los pozos de las afueras de Cuzco. Los muiscas, una tribu que vivía cerca de la actual Bogotá, se hicieron dominadores de la zona tan solo por su habilidad para obtener sal mediante evaporación de lodos salinos.
Antes de la llegada de los españoles, ellos extraían la sal de la cuenca de México y existían mercantes específicos para la sal denominados iztanarnacac que se dedicaban a ir de mercado en mercado con unas «ollas de sal» elaboradas en cerámica (iztacomitl).
Cuando los españoles colonizaron América, tomaron inmediatamente el poder sobre los centros de producción de sal  (Hernán Cortés, que procedía de una zona española cercana a las salinas portuguesas y españoles, comprendió que era correcto actuar así). Se sabía que los tlatoques mantenían su independencia respecto a la opresión de los aztecas mediante una simple abstinencia de sal en sus dietas, evitando los impuestos que sobre su consumo había impuesto el imperio azteca a todos sus súbditos. Los mayas empleaban la sal como medicina y esta formaba parte de rituales asociados con el nacimiento y la muerte.
Hernán Cortés encontró en el Yucatán una gran industria de sal. Allí se obtenía la sal por evaporación desde hacía 2000 años.
Uno de los principales centros de producción de sal maya era la zona de Belice.

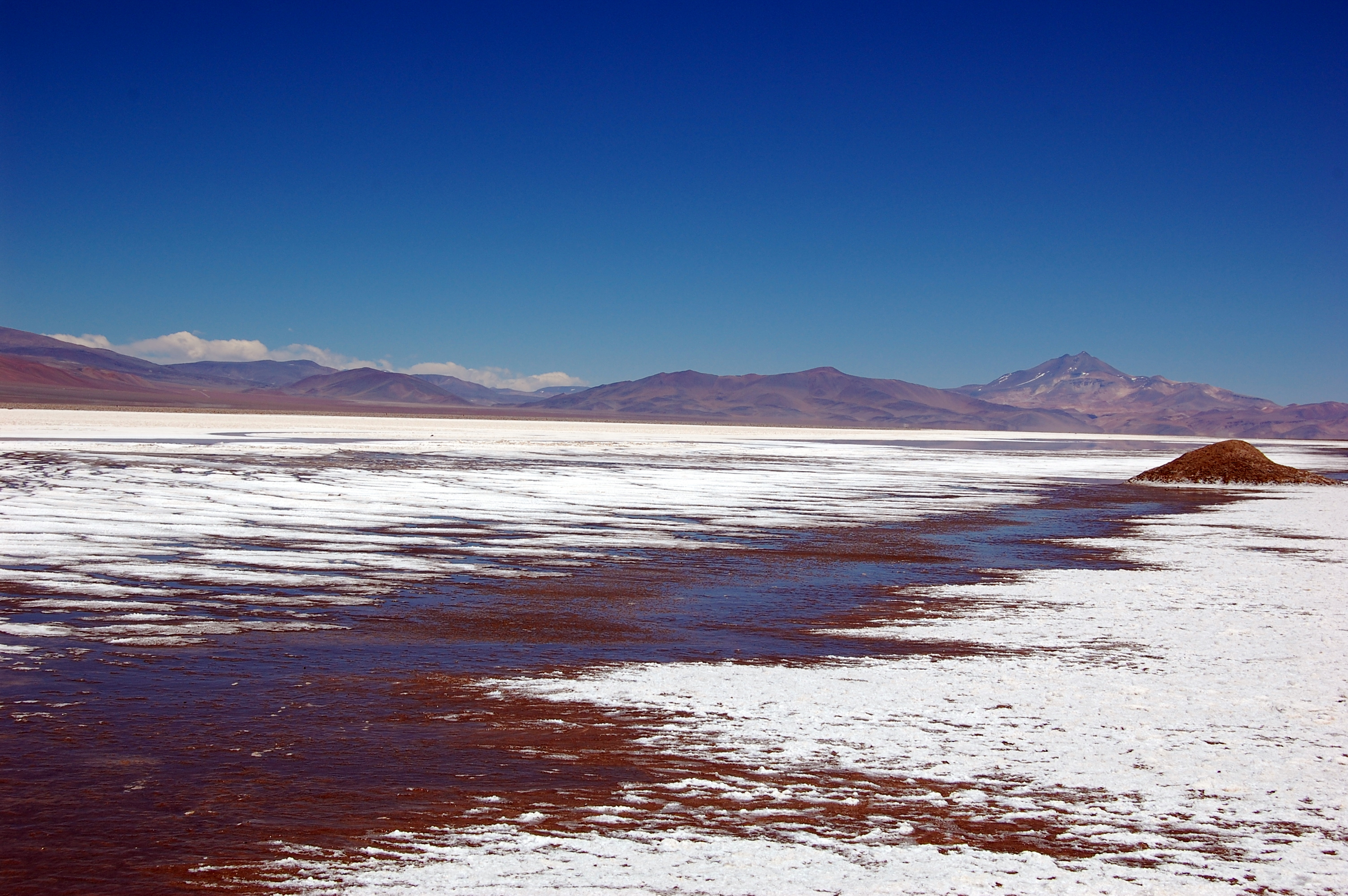
Salar de Maricunga en el desierto de Atacama

Los mayas obtenían la sal procedente de las salinas de los Nueve Cerros (hoy en día ubicadas en Guatemala). Además, sabían extraer la sal potásica de algunas plantas. Este era el caso de los lacandones, que eran capaces de extraer sal de algunas palmas y luego usar esa sal como moneda. La llegada de los colonizadores españoles cambió la demanda de sal en el continente. Obsesionados con la extracción de minerales, los españoles empleaban por ejemplo la sal en algunos procesos como el patio, para limpiar las impurezas de la plata. Este proceso requería grandes cantidades de sal.
En Venezuela, las salinas de Araya se convierten en un importante centro de producción, descubiertas por Pedro Alonso Niño y Cristóbal Guerra en el año 1500, pero no es hasta el año 1601 cuando los españoles toman conciencia de la importancia de las salinas debido a las incursiones de navíos holandeses con la intención de apoderarse de las mismas. Las ofensivas hispano-holandesas se fueron sucediendo y a raíz de esta puja, España decreta en 1622 construir el castillo de Araya, que defiende la zona. En 1648 se firmó la paz con Holanda y el tráfico de mercancías se estableció en la zona. Las salinas fueron adquiridas el año 1872 por el estado venezolano.

## Mercado del bacalao

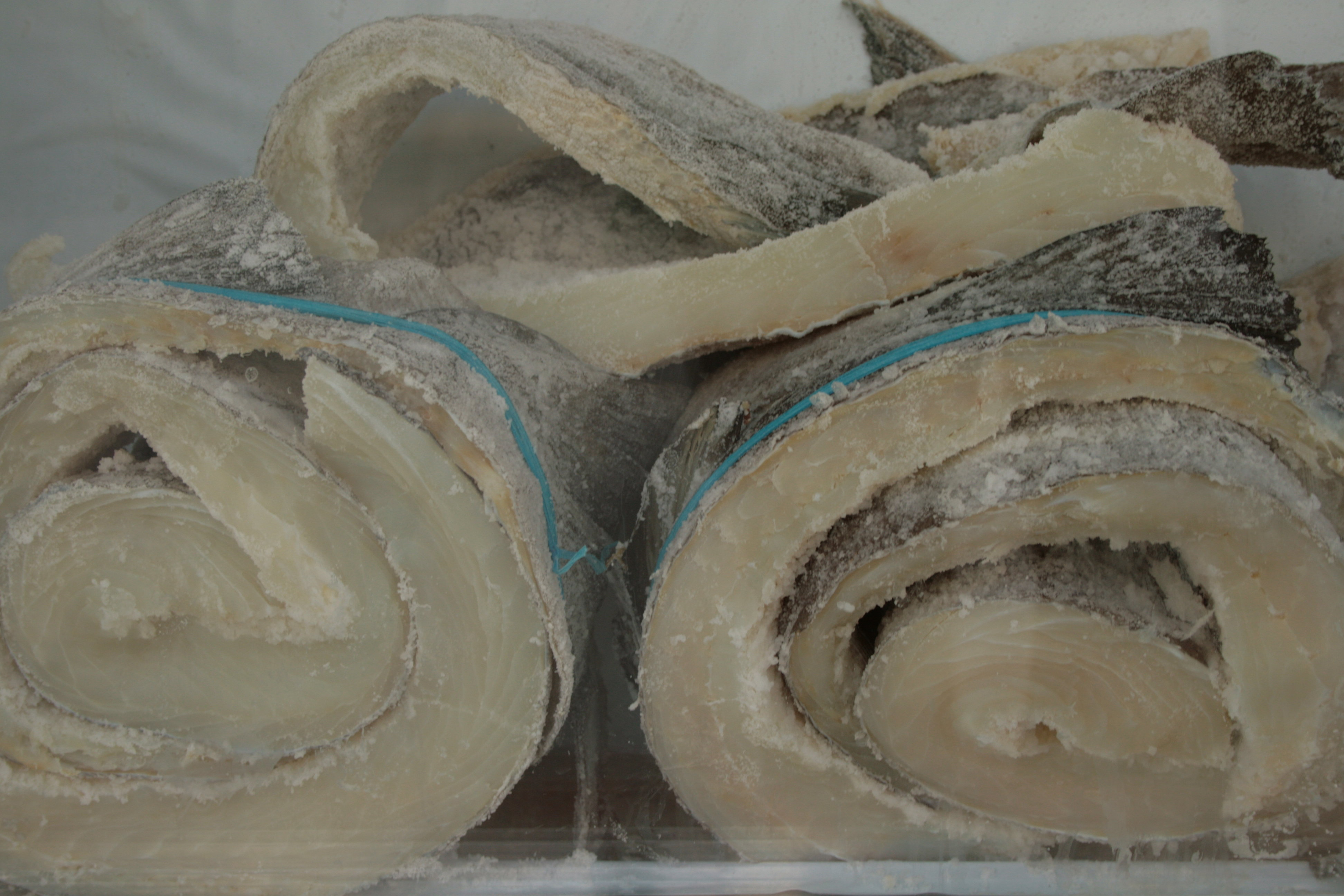
El bacalao en salazón, su producción y comercialización están muy unidas al comercio y producción salinas.

La salazón de determinados tipos pescados, como puede ser el bacalao, es muy importante desde el punto de vista económico y culinario en algunas regiones de Europa, tales como Portugal, el norte de España, Francia, Noruega, Finlandia, Suecia, etc. La salazón del pescado intenta evitar la estacionalidad de la captura y poder así ofrecer en diferentes épocas del año el pescado, además de proporcionar su disponibilidad en lugares lejanos al de las costas donde se realiza su captura.
La región de Reino de Aragón fue una de las más entusiastas en la salazón del bacalao cuando en el año 1443 tomaron el control de Nápoles, llevando a Italia el gusto por este tipo de pescado.
Pero donde surgió el gusto por conservarlo en salazón fue en todas las naciones pesqueras del norte de Europa. El problema era que estas naciones tenían el bacalao en grandes cantidades pero la sal era escasa. Esta necesidad hizo que se establecieran comercios simbióticos entre ellas. De esta forma, los vikingos y otras naciones bálticas empezaron a comerciar con ciertas zonas de Francia y el norte de España, con el objeto de tomar la sal de las salinas y poder realizar las cantidades necesarias de bacalao en salazón que la demanda requería.
Este comercio hizo que en la Edad Media creciera la producción en las salinas de Guérande en Francia, donde se obtienen las famosas flores salinas. En el caso de los vascos muchos barcos salían de sus costas cargados de sal y volvían con grandes cantidades de bacalao. Su mercado se unió al de la sal entre los siglos X y XVII. Muchos de los puertos europeos empezaron a comerciar con bacalao en salazón, como La Coruña (España), Oporto y Lisboa (Portugal) y La Rochelle (Francia). En algunos países el bacalao en salazón es hoy en día símbolo de identidad culinaria, como en Portugal, donde se sala el bacalao con las salinas de Setúbal. Algunos países no pudieron salarlo por no obtener la sal blanca (denominada sal de bahía). Es por esta razón por la que algunos tratados de culinaria medieval dictan recetas para elaborar este tipo de sal, tal y como puede ser el denominado Ménagier de Paris.
En Inglaterra, durante el siglo XVII y debido a la exitosa guerra marítima contra Francia, se pudo conseguir acceder con la flota pesquera hasta los bancos de bacalao de América del Norte, cercanos a la isla de Cabo Bretón. Este suceso hizo que la demanda de sal en Inglaterra creciera, con el objeto de poder salar las partidas provenientes del Atlántico.

## La salazón del arenque y la Liga Hanseática

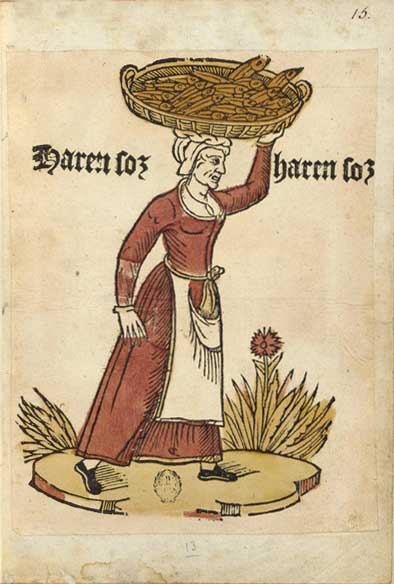
Mujer transportando una cesta en la cabeza llena de arenques en salazón.

Otro de los pescados más conservados en salazón es el arenque, un pescado que se prepara de muchas formas y es muy habitual en muchos países del norte de Europa. Se puede encontrar en muchos mercados de la actualidad e históricamente también en la Edad Media. En París existían los harengères (vendedores de arenque). También es común en Holanda, Alemania del norte, Suecia, etc. El arenque rara vez llegó a ser popular en los países del Mediterráneo y por eso solo fue comercializado en los países del norte de Europa.
En Holanda se puede decir que Zelanda (ubicado al sur) era el centro de producción de sal del norte. Debido a los escasos días soleados, las últimas fases de evaporación se hacían con fuegos que calentaban los lodos para llegar a obtener una sal de color negro (a veces mezclada con las cenizas blancas, para dar un aspecto más refinado) empleada en la salazón del arenque. De la misma forma, fue famosa durante la Edad Media la producción de sal procedente de la isla de Læsø (Dinamarca), así como Kattegat, situado entre Suecia y Dinamarca. En Rusia era conocida la producción salina de la ciudad de Múrmansk. En todas estas zonas la sal se empleaba para la salazón del salmón.
Cabe destacar al escritor y cartógrafo Olaus Magni Gothus como un testigo que describió los procesos y la técnica de extracción de la sal en dichos países durante el siglo XVI. En su descripción menciona cómo se extraía la sal del mar y se transportaba a través de numerosos troncos de árbol vacíos. Esta operación devastó numerosos bosques del norte de Europa, ya que la madera se empleaba igualmente para calentar el agua y llevarla a ebullición hasta su completa evaporación, necesitándose grandes cantidades de madera para producir poca sal.
La salazón del arenque en estos países obligaba a buscar métodos de salado que emplearan poca cantidad de sal debido a lo caro que resultaba; de ahí que existan métodos combinados como el ahumado/salazón (salmón), el encurtido/salazón (Surströmming), etc.
Algunos autores describieron con detalle la forma de salar los arenques ahorrando sal, como es el caso de Simon Smith, que define claramente los procesos de almacenado en barriles.
Pero la forma más organizada de lograr esto fue la Liga Hanseática, que se encargó de transportar la sal más refinada del sur a los puntos de captura del arenque (vía la Alte Salzstrasse), garantizando además unos barriles de gran calidad a precios relativamente baratos para la época.
La liga consiguió contratos exclusivos de sal con Setúbal (Portugal), así como en Guérande, llegando a movilizar casi 200 barcos de transporte. Por otra parte localizó los centros de producción del arenque en el norte: Fasterbö y Skanör (sur de Suecia). Construyó en los puertos diversos almacenes de sal (Salzspeicher) de gran volumen para garantizar la distribución de sal a la industria. La eficiencia de la Liga Hanseática hizo que el arenque fuese un producto de bajo precio, popular y muy asequible a los estratos bajos de la sociedad. Entre los logros por obtener sal de la Liga se tiene la excavación en la montaña de Dürnberg, desde donde, gracias al sistema de canales de que dispone Alemania, se llega a Lüneburg, donde la Liga transporta la sal a otros lugares de procesado.
En el año 1630 los daneses entraron en guerra contra la Liga Hanseática por el control de la salazón y el mercado del arenque. Se puede decir que el mercado estaba completamente dominado por la Liga desde casi comienzos del siglo XV, llegando a empezar a poner en peligro a algunas de las economías de la zona.

## Época moderna y actualidad

Gandhi durante la marcha de la sal que provocó la caída del Imperio Británico en la India.

A comienzos del siglo XIX, la química empieza a descubrir la verdadera composición de la sal (NaCl). El químico inglés Sir Humphry Davy, durante el intervalo de tiempo que va desde el 1806 hasta el 1808, descubre el sodio y el potasio, entre otros elementos químicos. Unos años más tarde, en 1810, descubre el cloro al aislarlo en una pila de litio mediante electrólisis. De esta forma, junto con las indagaciones anteriores del químico alemán Glauber, se consigue en 1715 la elaboración artificial de la sal de epsom. Los químicos de esta época de comienzos de siglo empezaban a comprender que la denominación sal incluía a otras substancias, de esta forma a finales del siglo XVIII el químico francés Guillaume-François Rouelle intentó escribir una definición de la sal como la substancia química obtenida de la reacción entre una base y un ácido (ácido + base → sal + agua).
El descubrimiento de Nicolas Appert sobre la preservación de los alimentos hizo que en 1803 Napoleón incluyera sus experimentos sobre caldos concentrados de carne y verduras (con un alto contenido de sal, superior al 60% del peso) entre sus reservas logísticas de alimentos para los soldados franceses.

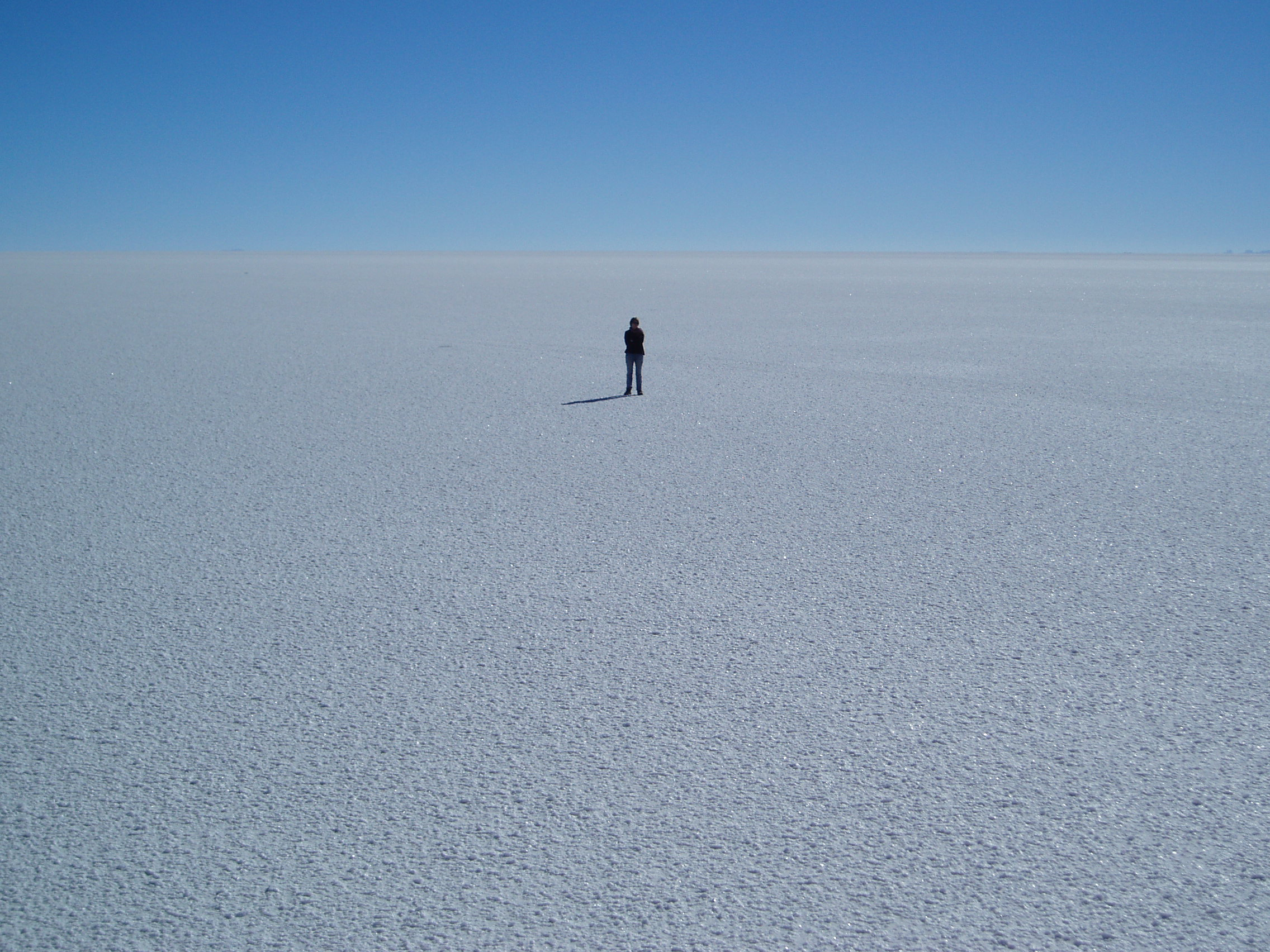
Salar de Uyuní en Bolivia

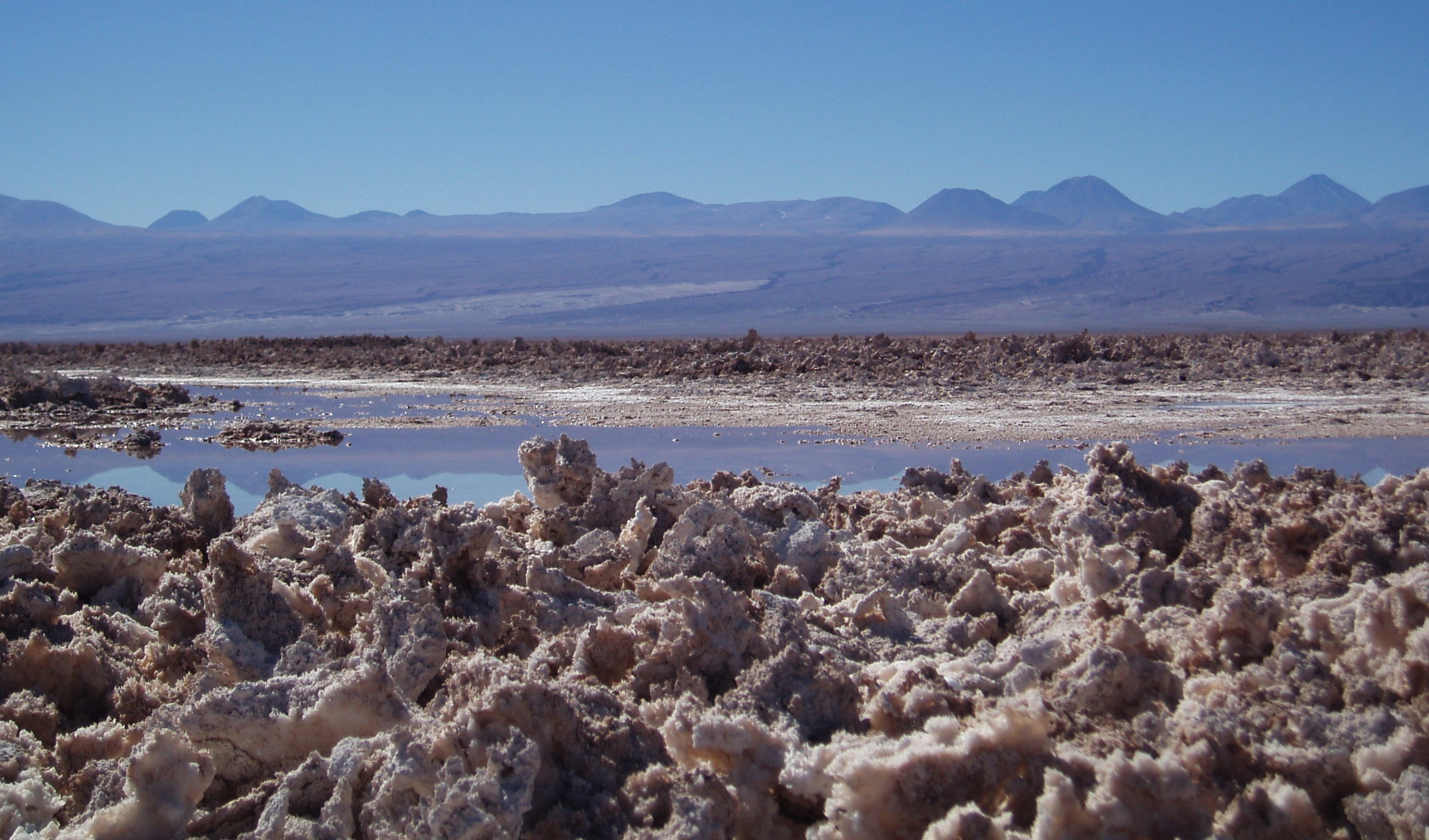
Salar de Atacama en Chile gran exportador de sal para enfrentar nevazones en el hemisferio norte

Siguiendo el éxito de Appert, el industrial inglés Bryan Donkin empezó a experimentar con alimentos enlatados y ya en 1830, en una factoría portuaria de La Turballe (Francia), se elaboraron sardinas en lata por primera vez. Surgen nuevas aplicaciones de la sal, así en fotografía en el año 1826 el ingeniero Joseph Nicéphore Niépce con las inspiración de los experimentos de Johann Heinrich Schultz (1724), realiza la primera fotografía fija en una solución salina que acabaría dando ideas para hacer posteriormente el primer daguerrotipo, instrumento precursor de la fotografía moderna.

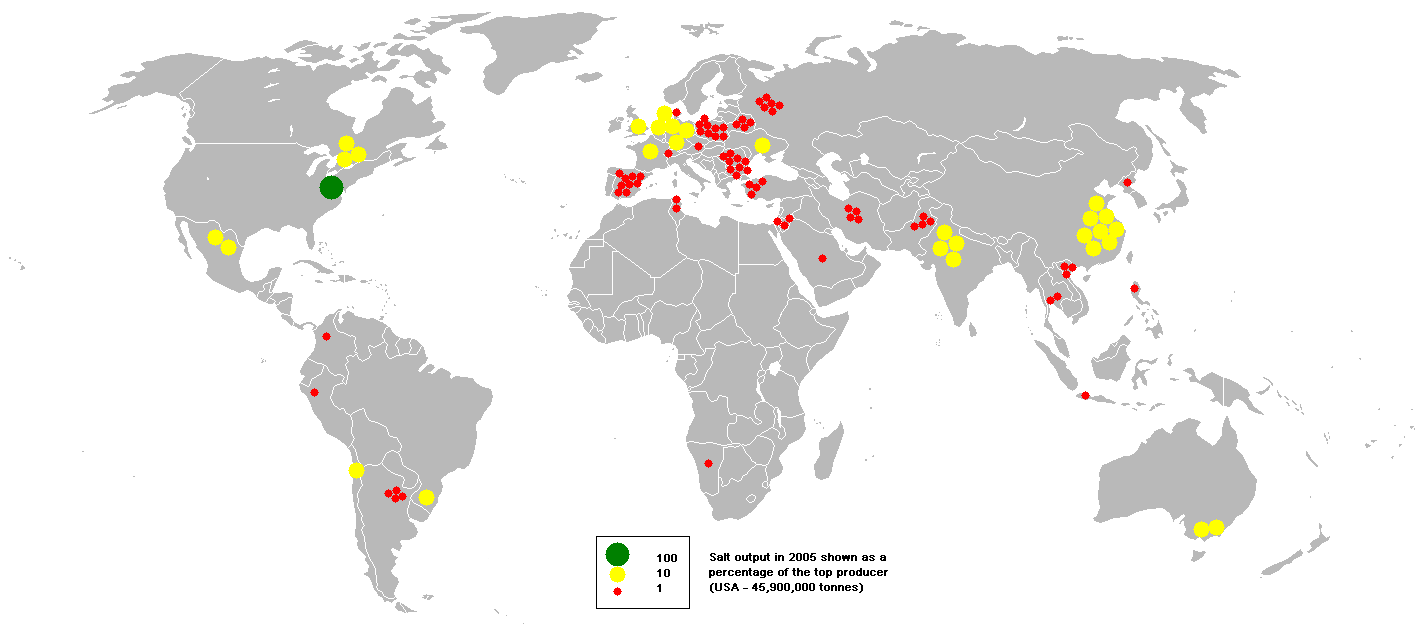
Producción de sal en el mundo (año 2005).

La revolución industrial trajo nuevos procesos industriales de elaboración de las diferentes sales y además nuevas ideas acerca de la conservación de los alimentos. Por ejemplo, la idea de generar frío artificial para conservar los alimentos nace ya a comienzos del siglo XIX y se va perfeccionando poco a poco con numerosas invenciones que mejorarían las prestaciones. La idea se lleva a la práctica gracias a Clarence Birdseye, científico que realiza con éxito por primera vez la congelación de alimentos con fines de preservación en 1925. El invento de C. Bridseye hizo que decayera la demanda de sal en Estados Unidos y en Gran Bretaña.
En el año 1928 se vendían muchos productos alimenticios congelados, muchos de los cuales antes solo se conservaban en sal (salazones). Esta nueva tendencia hizo que la demanda de sal por parte de la industria alimentaria bajase y la necesidad de sal dejase de ser un bien económico. Ya era posible a comienzos del siglo XX transportar pescado al interior, lejos de la costa y de las zonas pesqueras, sin estar en salazón.
A los avances en la conservación de alimentos que hacían decrecer la demanda mundial de sal, se unían los avances en la eficiencia de la industria de la sal. Se hablaba a comienzos del siglo XX de unas máquinas denominadas evaporadores capaces de mejorar la producción de sal, obteniendo un producto final altamente refinado. Desde los años 20, se ha ido empleando cada vez más este método industrial y hoy en día solo se hace sal por el «método tradicional» en lugares con solera. Los evaporadores al vacío han ido obteniendo poco a poco mejoras que han aumentado su eficiencia con respecto a las salinas tradicionales. El transporte de sal fue siempre un negocio beneficioso. De esta forma nacía en el año 1848 una multinacional de la sal denominada Morton Co., fundada por un joven llamado Joy Morton con el objeto de elaborar y transportar sal. Hasta finales del siglo XIX la sal de mesa tendía a aglomerarse, y por eso los saleros eran recipientes abiertos. El proceso para que los granos de sal fluyan fue descubierto accidentalmente por George Weddell en 1892, al añadir fosfato de calcio a la sal para preparar un producto farmacéutico. En 1894 fundó la empresa Cerebos Salt Ltd., que todavía existe. En España introdujo la sal fosfatada la empresa Xaubet, en 1906.  En 1911, otra  innovación fue la adición de carbonato magnésico (MgCO3) con el objeto de mantener los granos de sal  sueltos. Posteriormente se substituyó el carbonato por silicato cálcico o por ferrocianuro potásico. En 1924 Morton Co. fue la primera compañía en poner entre sus variantes la posibilidad de la sal yodada, y en 1955 alrededor del 70 % de los hogares estadounidenses utilizaban este tipo de sal. En 1963, la OMS recomendó oficialmente su uso. Morton desarrolló grandes campañas publicitarias basándose en que su sal no se aglomeraba porque los granos tenían todos la misma forma de cubo; esto no era cierto, ya que no se aglomeraba por el uso de carbonato de magnesio. La compañía existe hoy en día y es una de las mayores distribuidoras de sal en el mundo.
Los impuestos que el Imperio Británico aplicó a la sal en la colonia de la India provocaron que en marzo del año 1930 Mahatma Gandhi protagonizara como protesta la conocida marcha de la sal, que acabó provocando la independencia de la India. La marcha se inicia en el pequeño pueblo de Dandi a causa de las protestas del pueblo en contra de los impuestos británicos aplicados contra la sal.
La contienda pacífica iniciada por Gandhi acabó con el pacto Gandhi–Irwin un año después de la marcha de la sal; a partir de ahí la sal se elaboraría a precio de mercado y la responsabilidad de esa tarea se encargaba desde el gobierno independiente de la India a pequeñas cooperativas. Hoy en día el mayor centro de producción de sal de la India se encuentra en Guyarat, así como en el Rann de Kutch.
A comienzos del siglo XXI las normas dietéticas de algunos países recomiendan una cantidad diaria de 6 gramos por persona, distribuida a lo largo de todo un día (cantidad que una dieta vigilada puede sobrepasar con gran facilidad).
La tendencia de la mayoría de la población es a creer que la sal en la comida provoca problemas de salud y por esta razón se tiende a disminuir su consumo, lo que a su vez tiende a disminuir la demanda, no solo de sal, sino también de los productos en salazón. Se ha demostrado que un consumo alto de sal es perjudicial para la salud y hay países en los que se han realizado campañas sobre la población para que reduzcan su consumo diario, logrando una ganancia en la esperanza de vida de la población en torno a los 1.8 meses en hombres y 1.4 en mujeres.
Hoy en día algunas preparaciones que tradicionalmente se preparaban en salazón, apenas llevan ya sal y se conservan más gracias a la refrigeración artificial, caso del bacón o el jamón. Esta tendencia ha afectado en algunos casos incluso al bacalao en salazón y las anchoas.
Han tenido que pasar muchos siglos en los que las diversas culturas de la tierra han pagado más por aquella sal blanca y cristalina (denominada refinada) que por la oscura. En la actualidad esta tendencia se ha invertido y la gente aprecia y paga más dinero por aquella que es de colores o que se mezcla con otras especias. Un ejemplo es la sal denominada alalea, procedente de Hawái, cuyo color rojo es debido a su procedencia de lodos. En su día fue paradójicamente rechazada por los colonos, mientras que hoy en día es muy apreciada en la alta cocina.
La sal se ha ido abaratando a lo largo del siglo XX y hoy en día resulta un ingrediente muy asequible, pero su necesidad existe y existirá tanto en la alimentación humana como en la industrial. El consumo de sal en el apartado industrial aumentará debido a la aparición de nuevos usos como puede ser el reactor de sal fundida (denominados reactores MSR del inglés molten salt reactor), que emplea sal fundida como método de refrigeración. La producción mundial, no obstante, continuará extrayendo sal ya que es un compuesto barato para la obtención industrial de sodio y cloro.